# Winchester (Nuevo Hampshire)
Winchester es un pueblo ubicado en el condado de Cheshire en el estado estadounidense de Nuevo Hampshire. En el Censo de 2010 tenía una población de 4.341 habitantes y una densidad poblacional de 30,19 personas por km².

## Geografía
Winchester se encuentra ubicado en las coordenadas 42°47′22″N 72°23′43″O / 42.78944, -72.39528. Según la Oficina del Censo de los Estados Unidos, Winchester tiene una superficie total de 143.77 km², de la cual 142.35 km² corresponden a tierra firme y (0.99%) 1.42 km² es agua.

## Demografía
Según el censo de 2010, había 4.341 personas residiendo en Winchester. La densidad de población era de 30,19 hab./km². De los 4.341 habitantes, Winchester estaba compuesto por el 96.13% blancos, el 0.48% eran afroamericanos, el 0.53% eran amerindios, el 0.55% eran asiáticos, el 0% eran isleños del Pacífico, el 0.48% eran de otras razas y el 1.82% pertenecían a dos o más razas. Del total de la población el 1.8% eran hispanos o latinos de cualquier raza.